# Kentriko Tmima Zagoriou
Kentriko Tmima Zagoriou este o arie protejată (arie specială de conservare — SAC, sit de importanță comunitară — SCI) din Grecia întinsă pe o suprafață de 32.941,67 ha, integral pe uscat.

## Localizare
Centrul sitului Kentriko Tmima Zagoriou este situat la coordonatele 39°52′45″N 20°53′18″E / 39.879271°N 20.888292°E.

## Înființare
Situl Kentriko Tmima Zagoriou a fost declarat sit de importanță comunitară în aprilie 1997 pentru a proteja 9 specii de animale. Situl a fost protejat și ca arie specială de conservare în martie 2011.

## Biodiversitate
Situată în ecoregiunea mediteraneană, aria protejată conține 12 habitate naturale: Râuri mediteraneene cu debit permanent cu specii de Paspalo-Agrostidion și galerii riverane de Salix și de Populus alba, Râuri mediteraneene cu debit intermitent, cu specii de Paspalo-Agrostidion, Lande oro-mediteraneene cu formațiuni endemice de grozamă, Matorral arborescenți cu Juniperus spp., Pante stâncoase calcaroase cu vegetație casmofită, Păduri de fag Asperulo-Fagetum, Păduri panonice-balcanice de stejar turcesc - stejar sesil, Păduri de fag elene cu Abies borisii-regis, Păduri de Platanus orientalis și Liquidambar orientalis (Platanion orientalis), Păduri de pin (sub-) mediteraneene cu pini negri endemici, Păduri endemice cu Juniperus spp., Păduri de pin oro-mediteraneene de altitudine.
La baza desemnării sitului se află mai multe specii protejate:
- amfibieni (1): izvoraș-cu-burta-galbenă (Bombina variegata)
- mamifere (1): vidră de râu (Lutra lutra)
- pești (3): Barbus peloponnesius, Barbus prespensis, Telestes pleurobipunctatus
- reptile (4): șarpele cu patru dungi (Elaphe quatuorlineata), țestoasă bănățeană (Testudo hermanni), Testudo marginata, elaphe situla (Zamenis situla)

Pe lângă speciile protejate, pe teritoriul sitului au mai fost identificate 1 specie de plante, 3 specii de amfibieni, 2 specii de mamifere, 3 specii de nevertebrate, 1 specie de pești, 3 specii de reptile.